# Chloroalcane
Les chloroalcanes, chlorures d'alkyle ou paraffines chlorées font partie de la famille des halogénoalcanes (dérivés halogénés des alcanes). 
Ce sont des alcanes (paraffines),  produits depuis les années 1990, dont un ou plusieurs atomes d'hydrogène ont été remplacés par des atomes de chlore ; 
ils sont notamment utilisés comme retardateur de flamme et additifs d'huile de coupe, apprêts pour cuir ou textiles en partie pour remplacer les polychlorobiphényles (PCB) interdits depuis 1980.
Certains d'entre eux sont des toxiques et cancérigènes avérés. En particulier les paraffines chlorées à chaînes  courtes  (SCCP ou PCCC) font partie des 87 espèces chimiques dites "substances prioritaires" qui en Europe avant 2020, doivent faire l'objet d'une réduction des rejets, des émissions et des pertes.   

Leur consommation a selon l'INERIS fortement diminué depuis la fin du XXe siècle, mais ce sont des produits souvent très stables dans l'environnement où ils peuvent s'être accumulés et/ou être bioconcentrés par certaines espèces[réf. nécessaire]. Certains sont aussi des perturbateurs endocriniens. 
Ce sont des polluants notamment retrouvés dans les sédiments et le milieu marin.

## Fabrication, production
Les chloroalcanes (= paraffines  chlorées) sont un mélange de n-alcanes polychlorés, issus de la réaction de chlore sur certaines fractions de paraffines issues de la distillation du pétrole. Les chloroalcanes mis sur le marché sont surtout des molécules comprenant 10 à 30 atomes de carbone (C10 à C30), avec un taux de chlore total compris entre 40 et 70 %.
Les PCCC ne sont plus produits en France. 

À partir de 2004, ils n'auraient plus dû y être utilisés, sauf comme plastifiants et/ou comme retardateurs de flamme dans des peintures et certains caoutchoucs.

En Europe les autres chloroalcanes (à chaines de carbone plus longues) sont produits en France, Grande-Bretagne, Allemagne, Italie, Roumanie, Slovaquie.

## Typologie
Les chimistes distinguent 
- les chloroalcanes à chaîne courte (C10-C13),  dits "paraffines  chlorées  à  chaîne courte"   (PCCC).
- les chloroalcanes à chaîne moyenne (C14-C17)
- les chloroalcanes à chaîne longue (C18-C20)

...et les cires en C24.
Dans les 3 premiers cas, les produits sont souvent un mélanges  de  molécules  de  différentes  longueurs  de chaîne  carbonée  et donc  présentant différentes  taux  de  chloration. 

### Paraffines chlorées à chaîne courte (C10-C13 - PCCC)
Ils intéressent essentiellement le commerce et l'industrie, mais sont très toxiques : la directive 98/98/CE 6 les a classé en substances dangereuses pour l'environnement, nocives et cancérogènes (de catégorie 3), puis Le règlement (CE) n°1272/2008 (CLP) les a classé en substances dangereuses prioritaires pour l’environnement (toxicité chronique et aigüe de catégorie 1) et cancérogènes de catégorie 2.  
Les PCCC vendus sont rarement purs ; il s'agit le plus souvent des mélanges de molécules de différentes longueurs de chaîne carbonée, avec différents taux de chloration. 
Le numéro CAS le plus courant pour les désigner est le CAS:85535-84-8.

D'après Euro Chlor, organisation professionnelle des opérateurs des procédés chlore-alcali (producteurs de chlore et de soude caustique) en Europe, et l'INERIS au début des années 2000, ces produits n'étaient plus fabriqués en France et de moins en moins utilisés en Europe, mais  en 2011 Ineos ChlorVinyls (autrefois ICI Chlor-Chemicals) en commercialise encore (sous le nom de Cereclor). 

Depuis 2004, ils ne devraient plus être utilisés en France que comme plastifiants et comme retardateurs de flamme dans certaines peintures  et  caoutchoucs.  Des  substituts  variés  existent  déjà pour  la  plupart  des utilisations, souvent déjà utilisés depuis le début des années 2000, mais ces produits étant appréciés comme agents d'ignifugeant, leur élimination sera difficile selon l'INERIS.

### Paraffines chlorées à chaîne moyenne(C14-C17)
D'après Euro Chlor, la France en produit encore en 2011. 
Comme celles à chaîne longue, ces paraffines sont utilisés pour usiner les métaux (ex :  « Cereclor E » ).

### Paraffines chlorées à chaîne longue(C18-C30)
Ces paraffines chlorées sont utilisées pour usiner les métaux.

Des paraffines chlorées C6-C30 sont utilisées comme agent de graissage des cuirs, mais ne sont plus utilisées comme retardateurs de flamme dans le cuir depuis quelques années, selon les fabricants.
On produit aussi des cires en C24.

## Classification
- les chloroalcanes doivent être "rapportées" par les industriels dans l'Union Européenne comme substances HPV (high production volume) [6].
- Ils ont été classés dans la liste prioritaires d'évaluation du programme européen des substances existantes[7] et en tant que tel on subi une première évaluation de risques[8].
- Les PCCC sont classées parmi les polluants organiques persistants « POPs » par le règlement (UE) No 519/2012 ;
- ils ne sont pas cités par la stratégie communautaire sur les perturbateurs endocriniens [9] ;
- ils ne figurent pas dans l’annexe I du règlement 649/2012 relatif à l'export et l'importation de substances dangereuses[10].

## Usages et tonnages
Des PCCC ont beaucoup été utilisés comme plastifiants secondaires (par exemple : Alaiflex de Rhodia, utilisé pour diminuer les taux de DEHP, plus coûteux, dans le PVC), comme fluide d'usinage de métaux, retardateur de flamme (ex : Cereclor 50LV, 60L, 63L et 65L utilisé pour ignifuger des textiles et des PCCC hautement chlorées, contenant de 63 à 71 % de leurs poids en chlore ont été ou sont utilisées comme retardateurs de flamme pour des caoutchoucs, souvent en complément de trioxyde d'antimoine ou d’hydroxyde d'aluminium, à des taux variant de 1 à 10 %), imperméabilisation de textiles, dans des peintures, mastics et adhésifs et pour le traitement des cuirs, pour l'usinage de métaux alors qu'en 1994  l’industrie du métal en consommait (au moins 2 800 tonnes/an) et rejetait encore selon Euro Chlor.
La plupart de leurs usages ont été interdits à partir de la fin des années 1995 dans les pays riches, mais leur utilité pour l'ignifugation rend difficiles à éliminer les paraffines chlorées à chaîne courte.
Les paraffines chlorées à chaîne courte étaient très utilisées autrefois : par exemple en France avec plusieurs milliers de tonnes par an au début des années 1990 et en Europe (13 000 tonnes environ en 1994, pour encore 4 000 tonnes en 1998).

## Toxicité,écotoxicité
Les chloroalcanes C10-C13 également dits paraffines chlorées à chaîne courte ou PCCC), sont considérés comme toxiques, et pour beaucoup cancérigènes,,,,.
Les fabricants réunis dans Euro Chlor ont eux-mêmes reconnus la toxicité des PCCC et proposé un retrait volontaire de ces produits du marché.
Les chloroalcanes C14-C17 sont considérés comme beaucoup moins toxiques et ne sont pas sujets à restrictions.

Les chloroalcanes C18-C30 sont considérés comme non toxiques (aucune classification selon l'Union européenne).

## Vers une interdiction totale?
- En 1995, la commission OSPAR exige[20] l’abandon par les Etats-membres avant 1999, de  l’utilisation  des  paraffines  chlorées  à  chaîne  courte  comme  plastifiants  dans les peintures et les revêtements, comme plastifiants dans les produits d’étanchéité, dans les  fluides  de  travail  des  métaux  et  comme  agent  ignifuge  (retardateurs  de  flamme) dans  le  caoutchouc,  les  matières  plastiques  et  les  textiles (hormis pour quelques applications concernant les barrages et les mines, où une dérogation autorisait une utilisation jusque fin 2004).
- En 2002, La  directive  2002/45/CE  interdit  la  mise  sur  le  marché  de  produits  contenant  des concentrations  en  chloroalcanes  en  C10-C13 supérieures à 1% pour  l’usinage  des métaux et le graissage du cuir. En outre elle exige qu’avant le 1er janvier 2003, toutes les utilisations restantes des paraffines chlorées à chaîne courte soient réexaminées par la Commission, en coopération avec les États membres et la commission OSPAR, à la lumière   de   toute   nouvelle   donnée   scientifique   pertinente   concernant   les   risques présentés par les paraffines chlorées à chaîne courte pour la santé et l’environnement[21].

- En 2003, en France un décret [22] transcrit la directive citée ci-dessus (directive 2002/45/CE) ; il interdit toute mise  sur  le  marché de  préparations  pour  l’usinage  des métaux  ou  le  graissage  du  cuir  contenant  des  concentrations  en  paraffines  chlorées  à chaîne courte supérieures à 1 %, à partir du 1er janvier 2004.

## Alternatives
Des substituts existent (produits sulfo-chlorés ou non chlorés, voire non halogénés) pour la plupart de leurs utilisations. Ils les ont déjà souvent remplacés, au moins dans les pays pour lesquels des données sont disponibles.  

Des esters alkyl phosphate ou des esters acides gras sulfonatés peuvent ainsi être utilisés pour usiner les métaux.

Des esters phtalate, esters polyacryliques, des composés  de diisobutyrate ou de phosphate ou de bore peuvent être utilisés comme plastifiant avec autres problèmes peut-être, dont pour les phtalates (perturbateurs endocriniens).
Les effets sanitaires et plus encore écologique d'une partie des produits alternatif sont cependant encore mal connus ; Des substituts soufrés ou bromés pourraient être plus toxiques encore que les PCCC (le pentabromodiphényléther (PBDE) ou l’octabromodiphényléther, autres retardateurs de flamme sont aussi classés substances dangereuses prioritaires). Ceux à base de phosphore posent des problèmes pour le milieu aquatique en cas de rejet, etc.

## Quantification analytique
Les SCCPs sont des mélanges complexes comportant généralement plusieurs milliers d’isomères de position ne pouvant être séparés par les techniques analytiques disponibles (chromatographie notamment),  faisant qu'en 2014, aucune méthode fiable de dosage n'existe encore, ni de principes permettant de justifier le choix de molécules représentatives (et donc l'étalonnage d'un appareil de mesure) d'un mélange (comme dans le cas des PCBs) ; le choix du détecteur et de la méthode de purification de l'échantillon à analyse est également délicat. La marge d'erreur induite par un mauvais choix d'étalon en chromatographie peut dépasser 60%.

## Dépollution
Parmi les solutions à l'étude Obeid en (2014) a proposé d'utiliser des matériaux magnétiques pour les adsorber et les extraires de milieux liquides contaminés.